# IOS 17
iOS 17 est la 17e version majeure du système d'exploitation mobile iOS développé par Apple pour sa gamme d'iPhone et le successeur d'iOS 16. La sortie a été annoncée le 5 juin 2023 lors de la conférence d'ouverture de la WWDC, la première bêta pour les développeurs sort immédiatement après la conférence d'ouverture. Pour la première fois, les utilisateurs peuvent obtenir cette bêta en ayant un simple compte Apple ; il était auparavant nécessaire d'avoir un compte développeur payant pour y avoir accès,,.
La bêta publique sort le 12 juillet 2023. La version finale d'iOS 17 est disponible le 18 septembre 2023,,.

## Développement
Selon Mark Gurman, iOS 17 avait comme nom de code Dawn (« Aube »),. Apple souhaitait initialement déployer une mise à jour limitée en fonctionnalités, axées principalement sur l'optimisation, à l'image de ce qui avait été fait avec Mac OS X Snow Leopard, en raison du développement de leur casque de réalité virtuelle. Cependant, des fonctionnalités majeures ont finalement été ajoutées au système d'exploitation,.

## Fonctionnalités

### Interface utilisateur
Les widgets présents sur l'écran d'accueil se caractérisent par la possibilité d'interagir directement avec les boutons et autres éléments ; au-delà de la simple fonction de raccourci vers une application présente jusqu'alors. Lorsque l'iPhone est en état de charge et positionné en orientation horizontale, il entre automatiquement en mode « En veille », une interface qui présente des horloges, des widgets et des activités en temps réel,,. Il est désormais possible d'invoquer l'assistant personnel d'Apple en disant simplement « Siri » au lieu de « Dis, Siri »,. Il est également possible de formuler plusieurs questions sans avoir à le rappeler.
La dictée et la correction automatique tirent pleinement parti du transformeur embarqué. Le correcteur sera capable de ne pas rectifier les jurons, et de mieux s'adapter aux styles d'écriture de l'utilisateur. Les mots auto-corrigés sont désormais soulignés ; cette action peut être annulée en les touchant. Les prédictions de mots sont affichées en amont et ajoutées lorsque l'on appuie sur la barre d'espace,,.

### Social
Avec les affiches de contact, les utilisateurs peuvent personnaliser l’apparence de l'écran d'un appel entrant. Les options de personnalisation sont similaire à celui de l'écran de verrouillage retravaillé sur iOS 16, c'est-à-dire choisir une image personnalisée ou un Memoji et changer la couleur et la typographie de la police. Sur cet écran, un nouveau bouton a été ajouté pour rediriger vers le répondeur et il est possible de lire en temps réel la transcription d'un message vocal que la personne laisse, permettant de décider s'il faut finalement, ou non, prendre l'appel,,. Cette fonctionnalité ne sera initialement disponible qu'en anglais.
Les transferts AirDrop continuent par Internet si les deux appareils s'éloignent. Grâce à la nouvelle fonctionnalité appelée NameDrop, il est possible de s'échanger des fichiers, de partager une activité avec SharePlay ou d'échanger une affiche de contact,.
Une nouvelle fonctionnalité appelée « Accompagnement » a été intégrée dans l'application Messages. L'utilisateur choisit un contact et définit une destination, Accompagnement notifie ledit contact si l'utilisateur a bien atteint sa destination. Si la progression de l'utilisateur s'arrête et ne répond plus, son emplacement, son itinéraire et son niveau de batterie sont automatiquement partagés avec le contact. Autrement, le contact n'y a pas accès et ces informations sont chiffrées de bout en bout,. L'app Messages affiche aussi la transcription des messages vocaux. Il est possible de créer son propre autocollant avec les photos et de les apposer en réaction à un message,.

### Santé
L'app Santé permet aux utilisateurs de noter et de qualifier leur humeur et de voir comment celle-ci est corrélée à divers facteurs liés au mode de vie au fil du temps. L'application permet également aux utilisateurs de passer des évaluations standardisées pour l'anxiété et la dépression. Pour réduire la fatigue oculaire, la fonctionnalité « Distance d'écran » peut notifier les utilisateurs que leur appareil est trop près et qu'ils devraient l'éloigner un peu,. Il est possible d'être notifié pour prendre ses médicaments. Apple Fitness+ peut donner des programmes personnalisés et permet d'ajuster séparément la voix de l'instructeur et la musique.

### Accessibilité
« Voix personnelle » permet de créer une voix personnelle pour ceux qui pourraient en perdre l'usage,. Cette fonction n'est pour le moment disponible qu'en anglais.
Un nouveau mode simple permet d'utiliser une version très simplifiée d'iOS.

### Sécurité et vie privée
Les mots de passe à usage unique (OTP) reçus dans l'app Mail seront automatiquement saisis sans avoir à quitter Safari,.
La protection des liens détecte les paramètres qui identifient l'identité des personnes dans les URL et les retire automatiquement. Ceci est activé dans Mail, Messages et sur Safari en navigation privée.
Les mots de passe partagés permet à l'utilisateur de créer des groupes de mots de passe à partager avec sa famille ou ses amis,,. Les utilisateurs peuvent récupérer les mots de passe jusqu'à 30 jours après. Après avoir changé le code de l'écran verrouillé, l'ancien code peut être utilisé jusqu'à 72 heures pour réinitialiser le nouveau mot de passe s'il a été oublié. Il y a aussi un bouton pour supprimer les anciens codes immédiatement,.
iOS 17 a fait quelques modifications sur les permissions accordées aux applications. Lorsqu'une application souhaite ajouter un événement au Calendrier, il est ajouté sans que cette dernière ne puisse lire les autres événements. Lorsque les applications demandent l'accès à toutes les photos, l'utilisateur peut simplement partager des quelques photos spécifiques sans avoir à tout dévoiler.
Un floutage des photos ou vidéos comportant de la nudité sera par défaut appliqué. Il sera toujours possible de voir le contenu après accord,,.
Le mode isolement empêche le smartphone de se connecter sur des réseaux 2G, de rejoindre automatiquement des réseaux Wi-Fi non sécurisé et désactive davantage d'API dans Safari susceptible d'être attaquées comme les API IndexedD, File, FileReader, WebLocks, ainsi que les API expérimentales. Apple a également annoncé que ce mode sera disponible sur watchOS 10, ainsi, il sera automatiquement activé sur une montre appairée avec un iPhone en mode isolement.

### Applications natives
iOS 17 intègre une nouvelle application appelée « Journal », une application de journal intime chiffrée de bout en bout qui permet aux utilisateurs d'y retranscrire des activités journalières,.
Sur FaceTime, l'appelant peut laisser un message audio ou vidéo lorsque l'appelé n'est pas disponible. Les réactions ont été ajoutées aux appels FaceTime, à l'instar de ce qui existe déjà dans l'app Messages,,.
L'application Musique permet de créer des playlists collaboratives où un groupe de personnes a la possibilité d'ajouter et de supprimer des musiques à une playlist. Le fondu enchaîné est maintenant possible pendant les transitions de musique,, ce qui était étonnamment possible sur la même application sur Android depuis un an.
Plans, à l'instar de son concurrent Google Maps, donne la possibilité de télécharger une zone pour pouvoir l'utiliser sans connexion Internet plus tard et affiche les stations de recharge pour les véhicules électriques. Si un contact partage sa location, il est possible de le rechercher par nom dans l'application.
Safari permet d'utiliser des profils qui isolent entre eux les cookies et les extensions, et la navigation privée peuvent être protégées par protection biométrique ou un code,. Safari prend en charge le format JPEG XL et le HEIC. L'historique de navigation affiche désormais le favicon du site à cause du nom et de la description de ce dernier. Sur le plan de l'accessibilité, il est possible d'utiliser la fonction « Écouter la page » qui lit à voix haute la page.
Dans l'application Notes, des liens entre les notes peuvent être créés entre elles, et il est possible d'ouvrir et d'annoter un document PDF directement dans cette app. Dans Rappels, une liste de rappels peut être organisée en sections. Il est possible d'ajouter/modifier des sections dans une liste de rappels spécifique.
L'application Photos peut proposer une recette à partir d'une photo,, ajoute la fonctionnalité « Recherche visuelle » aux vidéos et les animaux domestiques (limités aux chiens et chats) peuvent désormais être reconnus et s'ajouter dans l'album « Personnes » (qui s'appelle désormais « Personnes et animaux »).
La caméra est enrichie de deux nouveaux paramètres : « Niveau » qui affiche une ligne horizontale qui devient jaune quand le sujet est aligné avec l'horizon et « Verrouiller l'équilibrage des blancs » qui peut désactiver automatiquement la balance des blancs lors de l'enregistrement d'une vidéo.
Avec l'application Localiser, il est possible de partager un AirTag avec jusqu'à cinq personnes,.
L'app Horloges peut créer et démarrer plusieurs minuteurs en même temps.

### Personnalisations avancées du fond d'écran
L'image de fond d'écran peut être changée en fonction du thème de l'appareil (clair / sombre). La graisse de la police sur l'écran de verrouillage peut être ajustée. On découvre aussi de nouveaux fonds d'écran kaléidoscope et il est possible de mettre des Live Photos comme fond de verrouillage.

### Remplissage automatique dans les PDF et documents scannés
Sur un document PDF ou scanné, il est possible d'utiliser directement les informations des contacts enregistrés grâce au remplissage automatique.

### Amélioration des données cellulaires
- Un nouveau paramètre permet de désactiver les statistiques de consommation des données cellulaires.

### Météo
- Comparaison entre aujourd'hui et hier : possibilité de comparer entre la veille et le jour actuel[59].
- Phase de la Lune : ajout d'une nouvelle section indiquant l'état actuel de la Lune, le temps restant jusqu'à la prochaine pleine Lune, les heures de coucher et de lever de la Lune et le calendrier lunaire[60].

## Appareils compatibles
iOS 17 exige une puce Apple A12 Bionic ou plus récente. Le système abandonne les appareils équipés de la puce A11 Bionic, c'est-à-dire les iPhone 8, iPhone 8 Plus et iPhone X,. Les appareils équipés des systèmes sur puce A12 Bionic (iPhone XS, iPhone XS Max, iPhone XR) et A13 Bionic (iPhone 11, iPhone 11 Pro, iPhone 11 Pro Max et iPhone SE (2e génération)) auront une prise en charge limitée. Tous les appareils équipés de l'A14 Bionic (iPhone 12 ou plus récents) sont entièrement compatibles. 
- iPhone
  - iPhone XR
  - iPhone XS / XS Max
  - iPhone 11 / 11 Pro / 11 Pro Max
  - iPhone SE (2e génération)
  - iPhone 12 / 12 mini / 12 Pro / 12 Pro Max
  - iPhone 13 / 13 mini / 13 Pro / 13 Pro Max
  - iPhone SE (3e génération)
  - iPhone 14 / 14 Plus / 14 Pro / 14 Pro Max
  - iPhone 15 / 15 Plus / 15 Pro / 15 Pro Max

## Historique
La première beta du système d'exploitation a été publiée à destination des développeurs le 5 juin 2023. Contrairement aux années précédentes, il est possible de s'inscrire gratuitement au programme développeur, la seule condition requise étant de disposer d'un compte Apple Developer.
|  | Versions précédentes |  | Version actuelle |  | Version bêta actuelle |  | Mise à jour de sécurité |

| Version | Build         | Date de sortie    | Notes                                                                        |
| ------- | ------------- | ----------------- | ---------------------------------------------------------------------------- |
| 17.0    | 21A326 21A327 | 22 septembre 2023 | Version initiale pour les iPhone 15 et 15 Pro                                |
| 17.0    | 21A329        | 18 septembre 2023 | Notes de version Tous les modèles depuis l'iPhone XR sauf la gamme iPhone 15 |
| 17.0    | 21A331        | 18 septembre 2023 | Uniquement les modèles iPhone 15 et 15 Pro                                   |
| 17.0.1  | 21A340        | 21 septembre 2023 | Notes de version Notes de sécurité Tous les modèles sauf la gamme iPhone 15  |
| 17.0.2  | 21A350        | 21 septembre 2023 | Notes de version Uniquement les modèles iPhone 15 et 15 Pro                  |
| 17.0.2  | 21A351        | 26 septembre 2023 | Notes de version Tous les modèles sauf la gamme iPhone 15                    |
| 17.0.3  | 21A360        | 4 octobre 2023    | Notes de version Notes de sécurité                                           |
| 17.1    | 21B74         | 25 octobre 2023   | Notes de version Notes de sécurité Tous les modèles sauf la gamme iPhone 15  |
| 17.1    | 21B80         | 25 octobre 2023   | Uniquement les modèles iPhone 15 et 15 Pro                                   |
| 17.1.1  | 21B91         | 7 novembre 2023   | Notes de version                                                             |
| 17.1.2  | 21B101        | 30 novembre 2023  | Notes de version                                                             |
| 17.2    | 21C62         | 11 décembre 2023  | Notes de version                                                             |
| 17.2.1  | 21C66         | 19 décembre 2023  | Notes de version                                                             |
| 17.3    | 21D50         | 22 janvier 2024   | Notes de version                                                             |
| 17.3.1  | 21D61         | 8 février 2024    | Notes de version                                                             |
| 17.4    | 21E219        | 5 mars 2024       | Notes de version                                                             |
| 17.4.1  | 21E236        | 21 mars 2024      | Notes de version                                                             |
| 17.4.1  | 21E237        | 27 mars 2024      | Notes de version                                                             |
| 17.5    | 21F79         | 13 mai 2024       | Notes de version                                                             |
| 17.5.1  | 21F90         | 20 mai 2024       | Notes de version                                                             |
| 17.6    | 21G80         | 29 juillet 2024   | Notes de version                                                             |
| 17.6.1  | 21G93         | 7 août 2024       | Notes de version                                                             |
| 17.6.1  | 21G101        | 19 août 2024      | Notes de version Tous les modèles sauf la gamme iPhone 15 et 15 Pro          |
| 17.7    | 21H16         | 16 septembre 2024 | Notes de version                                                             |
| 17.7.1  | 21H216        | 28 octobre 2024   | Notes de version                                                             |
| 17.7.2  | 21H221        | 19 novembre 2024  | Aucune note publiée                                                          |